# Майхара
Майхара — посёлок в Черноземельском районе Калмыкии, в составе Прикумского сельского муниципального образования. Посёлок расположен примерно в 15 км к западу от посёлка Прикумский.

## Название
Название посёлка, скорее всего, производно от названия урочища Майли Хора, расположенного к юго-западу от населённого пункта.

## История
Впервые обозначен на карте 1984 года. Предположительно основан во второй половине XX века.
К 1989 году население посёлка составляло около 110 человек.

## Население
| 2002 | 2010 |
| ---- | ---- |
| 85   | ↘71  |

Национальный состав
Согласно результатам переписи 2002 года большинство населения посёлка составляли аварцы (59 %)